# Reinhold Wendel
Reinhold Wendel (* 3. September 1910 in Landsweiler; † 1945) war ein deutscher Radrennfahrer.

## Sportliche Laufbahn
Als Amateur gewann er 1935 die Mainfranken-Tour.
Wendel war Straßenradsportler. Er war von 1937 bis 1939 Berufsfahrer im deutschen Radsportteam Express.
1937 bestritt er die Tour de France in der deutschen Nationalmannschaft und kam auf den 45. Platz der Gesamtwertung. 1938 fuhr er die Tour erneut und kam als 53. in Paris ins Ziel.
In deutschen Eintagesrennen belegte er mehrfach vordere Plätze. 1934 wurde er 7. im Amateurrennen von Rund um Berlin, 1937 5. im Rennen Rund um das Saargebiet, 1938 6. im Straßenradrennen Rund um die Hainleite.